# Elisabeth van Culemborg
Elisabeth van Culemborg (Gelmelslot, Hoogstraten, 30 maart 1475 — Culemborg, 9 december 1555), bijgenaamd 'vrouwe Elisabeth', was de laatste vrouwe van de heerlijkheid Culemborg.

## Levensloop

### Jeugd en opvoeding
Elisabeth was de erfdochter van Jasper van Culemborg en Johanna van Bourgondië (1457-1511), een dochter van Anton van Bourgondië (1421-1504). Hierdoor had Elisabeth een nauwe band met het Bourgondisch hof, waar ze opgroeide samen met onder anderen Philips de Schone. 
Vanaf 1496 was Elisabeth hofdame van Johanna van Castilië, beter bekend als Johanna de Waanzinnige. Deze rol bekleedde ze tot haar huwelijk in 1501.

### Twee huwelijken
In 1501 huwde Elisabeth met Jan van Luxemburg-Ville, heer van Ville, die in 1508 overleed. Het huwelijk bleef kinderloos. Daarna werd ze grootmeesteres, ofwel eerste hofdame, bij landvoogdes Margaretha van Oostenrijk. 
In 1509 huwde Elisabeth op 34-jarige leeftijd met Antoon I van Lalaing. Ze schonk haar echtgenoot in 1516 eerst het vruchtgebruik en later de volle eigendom van de heerlijkheden Hoogstraten, Minderhout en Rijkevorsel en haar eigendommen in Meer, Meerle en Meersel, evenals de stadspaleizen 'het hof van Hoogstraten' in Brussel en Mechelen. Hierdoor kon haar man aanspraak maken op een adellijke titel.
Op 25 november 1518 werd het Land van Hoogstraten door keizer Karel V verheven tot graafschap. Vanaf dat moment liet Antoon zich "Graaf van Hoogstraten" noemen. Antoon werd na de dood van Margaretha van Oostenrijk in 1530 tijdelijk waarnemend landvoogd van de Nederlanden.

### Kunst en religie
Elisabeth had een grote liefde voor kunst en architectuur. Ze ondersteunde de bouw van kerken, huizen voor ouderen en geesteszieken. Daarnaast stond ze bekend om haar vrome katholieke overtuigingen en haar felle oppositie tegen de Reformatie. Ze speelde een actieve rol in de censuur van boeken, waaronder die van Erasmus, en moedigde de vestiging van de Jezuïeten in Culemborg aan.

### Laatste jaren
Na de dood van haar echtgenoot Antoon in 1540, richtte Elisabeth zich op het beheren van haar nalatenschap. Elisabeth was zelf al circa 65 jaar oud en besloot haar eigen testament te maken. Ze vergaf de goederen in Hoogstraten aan haar neef Filips van Lalaing en de goederen in en om Culemborg aan haar neef Floris van Pallandt. Ze besloot in 1542 de toen 3-jarige Floris in haar kasteel te Culemborg zelf op te voeden. Zelf hield ze wel het vruchtgebruik over Culemborg tot haar dood.  Van de laatste graaf van Virneburg-Neuenahr koopt Elisabeth in 1543, vlak voor zijn dood, de heerlijkheid Sombreffe waardoor ze in 1550 vermeld wordt als: "Elisabeth van Culemborch, gravin van Hoochstraten, vrouwe van Culemborch, Borssele en Sombreffe, douairière van Montigny, Lense en Estrees". Kort voor haar overlijden verhief keizer Karel V de heerlijkheid Culemborg tot graafschap. 
In haar testament bepaalde ze dat haar nalatenschap moest besteed worden aan de 'regte armen'. De executeurs-testamentair besloten tot het bouwen van een weeshuis. Dit huis bleef tot 1952 bestaan.

## Fotogalerij

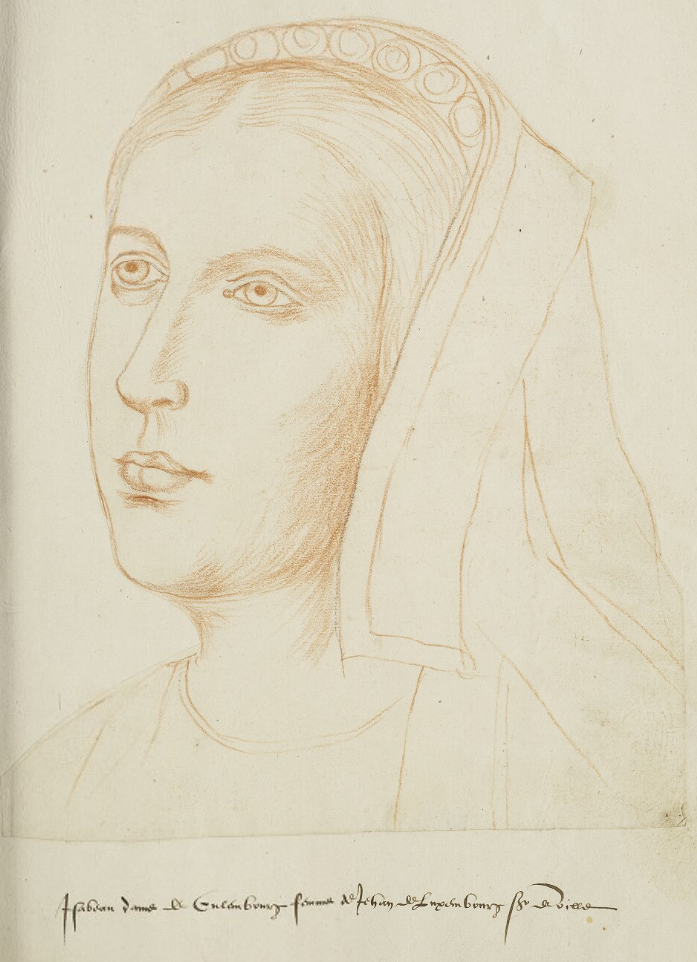
Portret van Elisabeth van Culemborg in het Recueil d'Arras (f. 180)
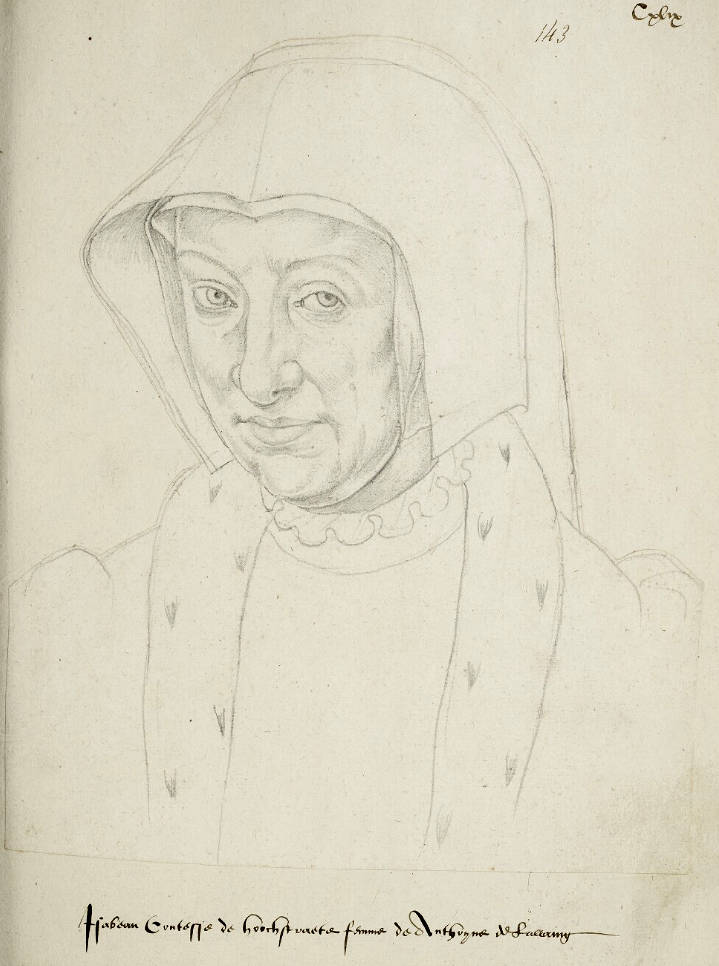
Portret van Elisabeth van Culemborg in het Recueil d'Arras (f. 143)
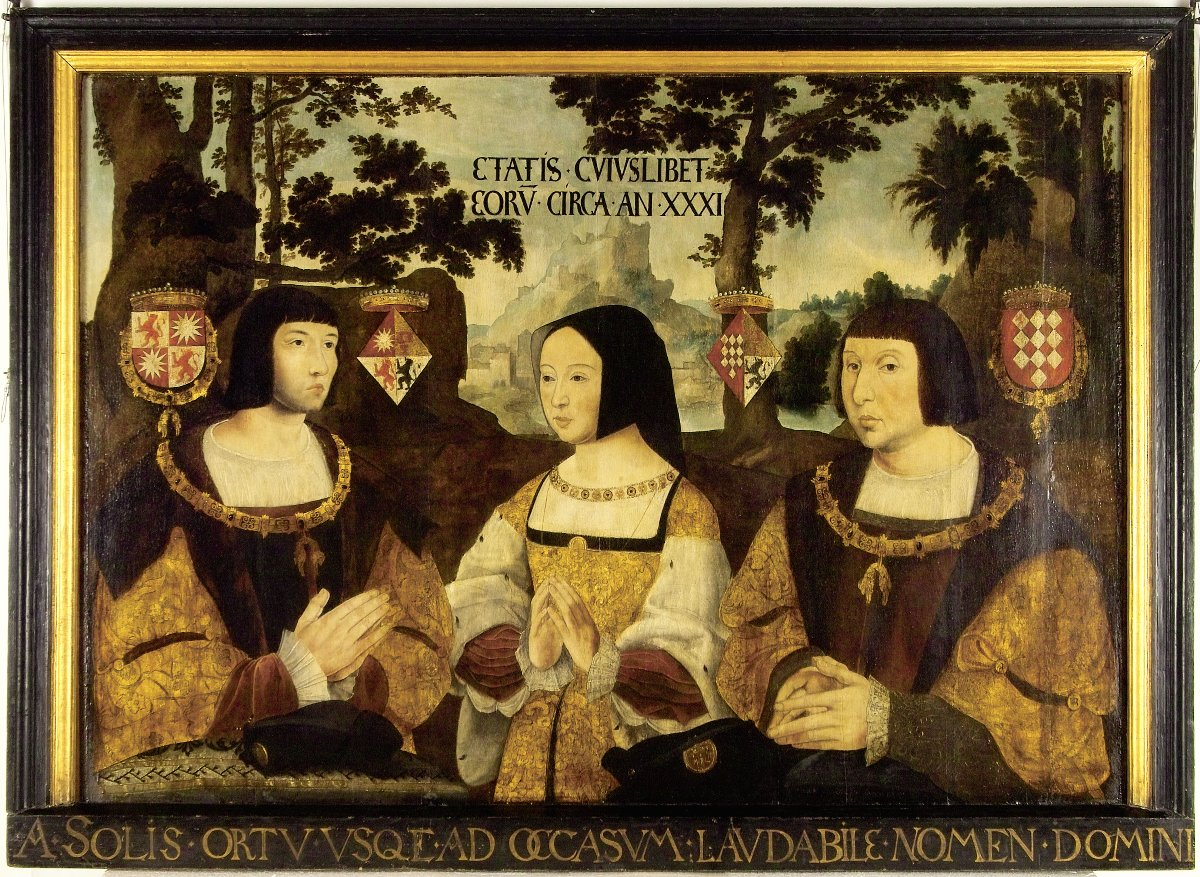
Van links naar rechts: Jan van Luxemburg, Elisabeth van Culemborg, Antoon van Lalaing
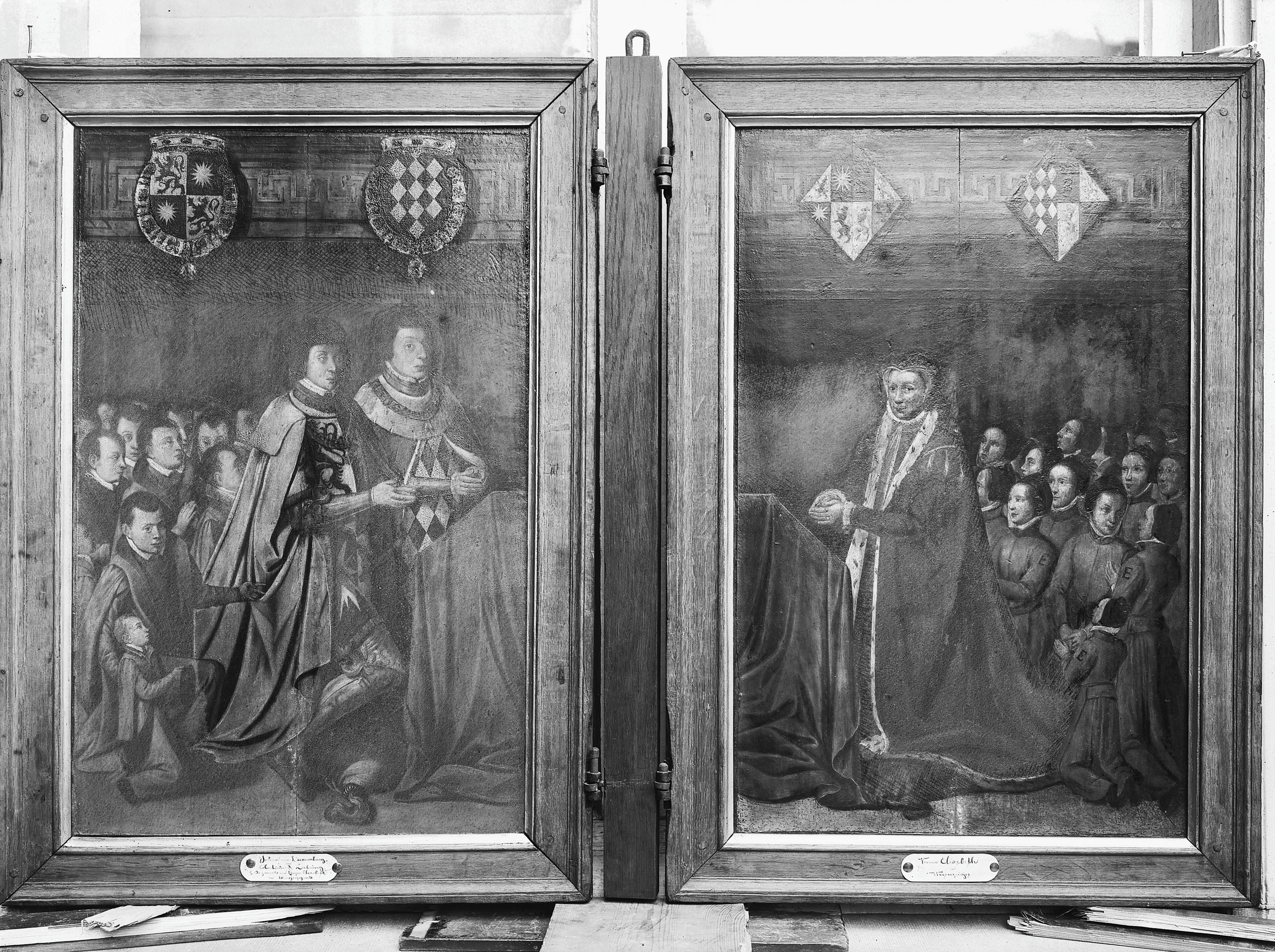
Links de twee echtgenoten van Elisabeth, Jan van Luxemburg en Antoon van Lalaing, en rechts vrouwe Elisabeth van Culemborg
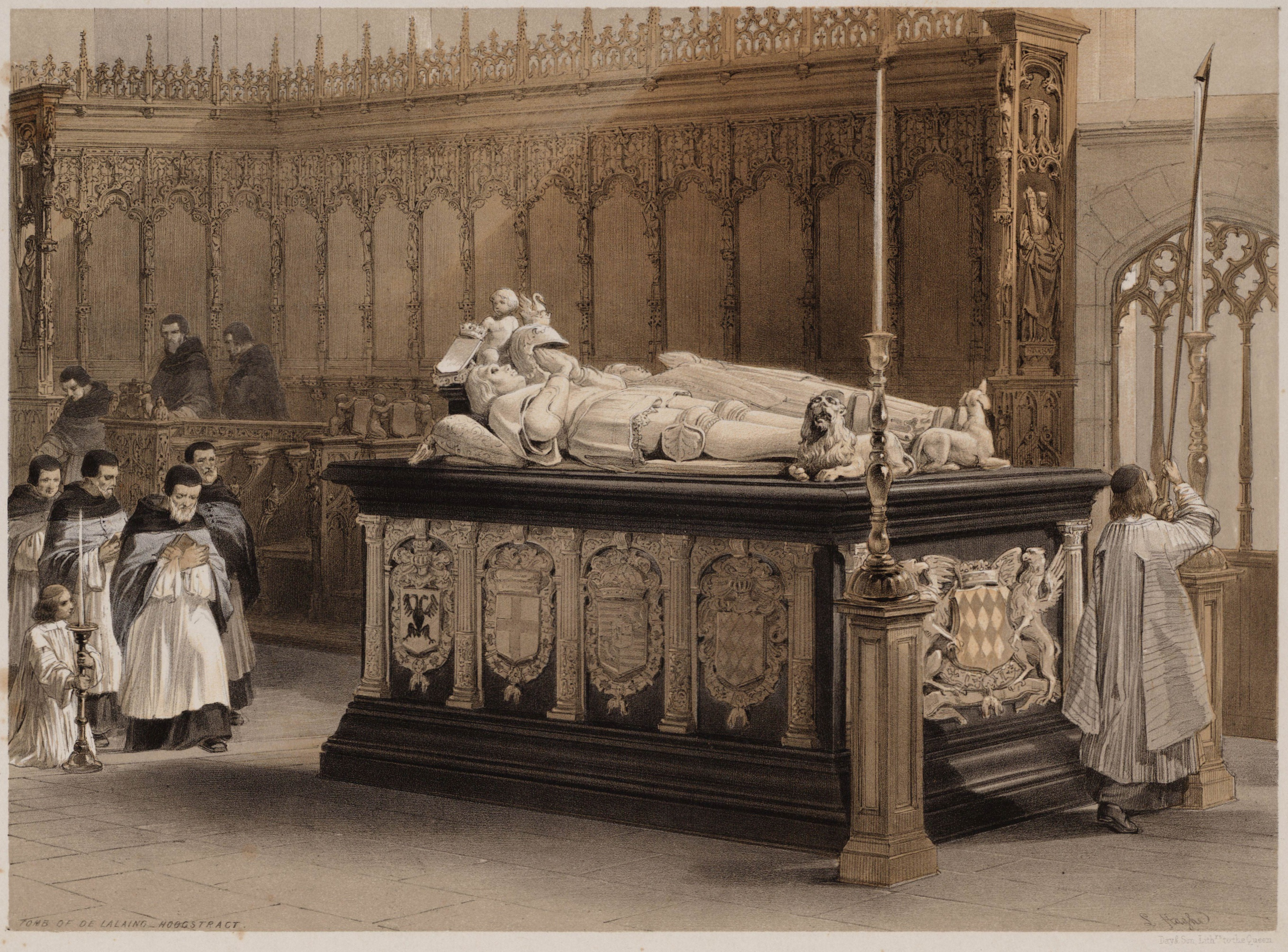
Praalgraf van Antoon I de Lalaing en Elisabeth van Culembourg in de hoofdkerk van Hoogstraten
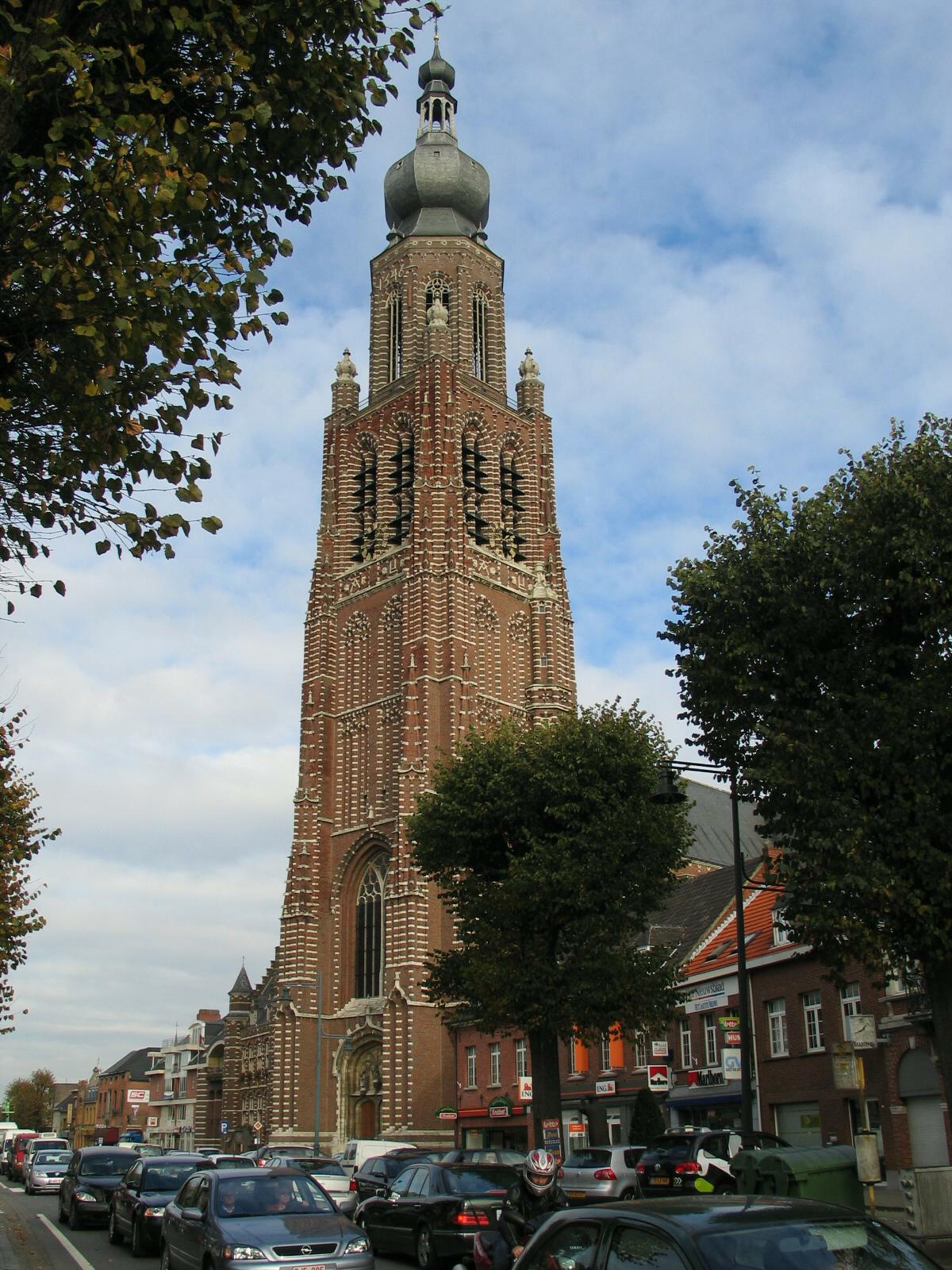
Grafkerk van Elisabeth van Culemborg in Hoogstraten.
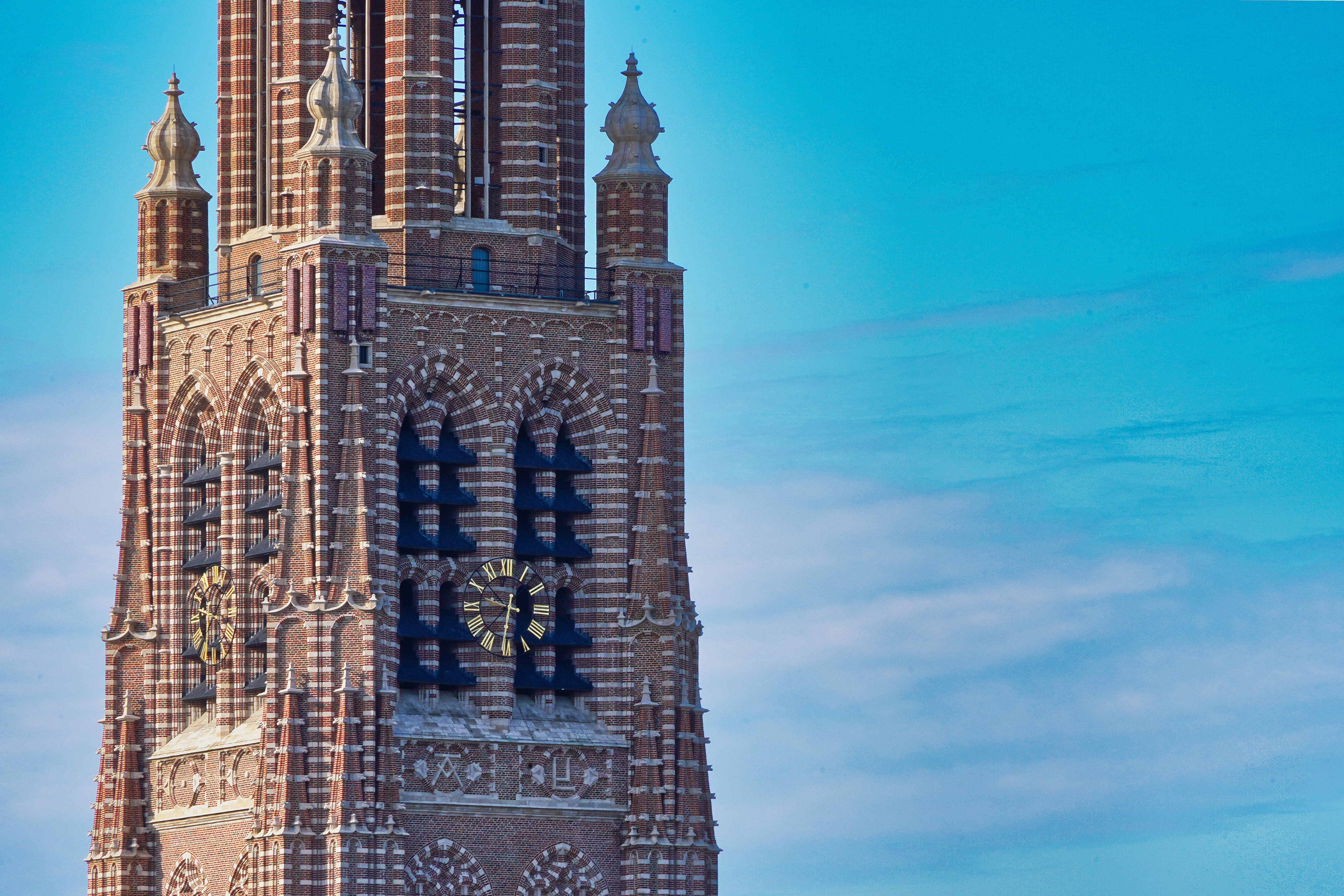
Op de kerktoren van 104 meter hoog staat onder het rechtse galmgat haar initiaal 'Y' van haar naam aan het hof "Ysabeau".